# Панич Ігор Васильович
І́гор Васи́льович Панич (20 квітня 1919,Іванівка — 13 січня 1990, Луганськ) — український радянський живописець; член Спілки радянських художників України з 1958 року. Заслужений художник УРСР з 1972 року. Лауреат Луганської обласної премії імені «Молодої гвардії». Батько художника Володимира Панича.

## Біографія
Народився 20 квітня 1919 року в селі Іванівці (нині Кременчуцький район Полтавської області, Україна). 1936 року закінчив Харківський технікум електрозв'язку і до 1941 року працював техніком радіомовлення. Учасник німецько-радянської війни. Нагороджений орденом Вітчизняної війни ІІ ступеня (6 квітня 1985).
Член ВКП(б) з 1947 року. У 1950 році закінчив Харківський художній інститут, де навчався зокрема у Єфрема Світличного, Олексія Кокеля, Йосипа Дайца, Сергія Бесєдіна, Григорія Томенка, Леоніда Чернова, Семена Прохорова.
З 1951 року обіймав посаду директора Ворошиловградського художнього училища; був головою Луганської обласної організації Спілки радянських художників України. Нагороджений орденом «Знак Пошани». Мешкав у Ворошиловграді, в будинку на вулиці Радянській, № 65, квартира № 50. Помер у Ворошиловграді 13 січня 1990 року.

## Творча діяльність
Працював у галузі станкового живопису, створював тематичні картини. У творчості дотримувався принципів соцреалізму. Серед робіт:
- «В забої» (1951);
- «Молодий шахтар» (1958);
- «Кобзарі» (1961);
- «За декретом Володимира Леніна» (1962);
- «На відпочинку» (1963);
- «Кобзар» (1965);
- «Хлібороби» (1965—1966);
- «Гості в колгоспі» (1966);
- «Шахтарі» (1968);
- «Сім'я» (1971);
- «Марковські хлібороби» (1972);
- «В ім'я життя» (1975);
- «Солдати. 1941 рік» (1978);
- «На будівництві Ждановського конвертора» (1979);
- «Переможці» (1983);
- «Теплий вечір» (1984);
- «Хліб-сіль» (1985);
- «Наприкінці ниви» (1988).

Брав участь у республіканських виставках з 1958 року, всесоюзних — з 1951 року, зокрема у Києві, Москві у 1951 році, Фрунзе у 1952 році, Ворошиловграді у 1952, 1954, 1956—1957 роках, Сталіно у 1955—1956 роках, пересувних в Ашгабаді, Сталінабаді, Ташкенті, Самарканді, Алмати й Фрунзе у 1952 році та в Небіт-Дагу, Єревані, Грозному, Ставрополі, Краснодарі у 1953 році.
Твори художника зберігаються в Луганському художньому та інших музеях України, в приватних колекціях У США, Великій Британії, Канаді.